# Рок-Веллі (Айова)
Рок-Веллі (англ. Rock Valley) — місто (англ. city) в США, в окрузі Сіу штату Айова. Населення — 4059 осіб (2020).

## Географія
Рок-Веллі розташований за координатами 43°12′17″ пн. ш. 96°17′33″ зх. д. / 43.20472° пн. ш. 96.29250° зх. д. (43.204688, -96.292442).  За даними Бюро перепису населення США в 2010 році місто мало площу 8,47 км², з яких 8,34 км² — суходіл та 0,13 км² — водойми.

## Демографія
Згідно з переписом 2010 року, у місті мешкали 3354 особи в 1283 домогосподарствах у складі 870 родин. Густота населення становила 396 осіб/км².  Було 1356 помешкань (160/км²).
Расовий склад населення:
| - 92,2 % — білих - 0,4 % — азіатів - 0,3 % — чорних або афроамериканців - 5,8 % — осіб інших рас |

До двох чи більше рас належало 1,2 %. Частка іспаномовних становила 12,2 % від усіх жителів.
За віковим діапазоном населення розподілялося таким чином: 27,3 % — особи молодші 18 років, 52,8 % — особи у віці 18—64 років, 19,9 % — особи у віці 65 років та старші. Медіана віку мешканця становила 35,8 року. На 100 осіб жіночої статі у місті припадало 97,5 чоловіків;  на 100 жінок у віці від 18 років та старших — 94,9 чоловіків також старших 18 років.
Середній дохід на одне домашнє господарство  становив 69 540 доларів США (медіана — 61 360), а середній дохід на одну сім'ю — 79 281 долар (медіана — 65 915). Медіана доходів становила 56 641 долар для чоловіків та 30 673 долари для жінок. За межею бідності перебувало 12,7 % осіб, у тому числі 14,8 % дітей у віці до 18 років та 12,8 % осіб у віці 65 років та старших.
Цивільне працевлаштоване населення становило 1882 особи. Основні галузі зайнятості: освіта, охорона здоров'я та соціальна допомога — 27,5 %, виробництво — 21,9 %, будівництво — 11,5 %, науковці, спеціалісти, менеджери — 9,1 %.